# Кутиница
Кутиница (старо име Паорска Кутиница) је насељено место у саставу Града Кутине, у Мославини, Хрватска.

## Становништво
| Националност       | 1991.       |
| Срби               | 74 (89,15%) |
| Хрвати             | 9 (10,84%)  |
| Југословени        | 0           |
| остали и непознато | 0           |
| Укупно             | 83          |